# Walnut Creek CDROM
Walnut Creek CDROM (Уолнат-Крик, Калифорния, США) — частная компания, дистрибьютор программного обеспечения. Была одним из первых издателей бесплатного, условно-бесплатного и свободного программного обеспечения на CD-ROM.

## История
Компания была основана в августе 1991 года Бобом Брюсом и была одним из первых коммерческих дистрибьюторов свободного, а также бесплатного и условно-бесплатного программного обеспечения на компакт-дисках. Компания выпустила сотни компакт-дисков и поддерживала популярный FTP-сервер ftp.cdrom.com на протяжении многих лет.
В первые годы одними из самых популярных продуктов были Simtel Shareware для MS-DOS, CICA Shareware для Microsoft Windows и Aminet архивы для Amiga. В январе 1996 года компания опубликовала коллекцию из 350 текстов проекта «Гутенберг», — одну из самых первых официально изданных коллекций электронных книг.

## UNIX-like
На территории постсоветского пространства Walnut Creek наиболее известна благодаря своим тесным отношениям с проектом FreeBSD — одной из самых популярных Unix систем с открытым исходным кодом. Walnut Creek поддерживала проект и распространяла его дистрибутивы на CD и через FTP-сайт с момента создания FreeBSD в 1993 году. В 1997 году Боб Брюс назвал FreeBSD «самым успешным продуктом» компании.
Кроме того, Walnut Creek была также официальным издателем Slackware Linux.

## 2000-е годы
Благодаря широкому распространению и высокой доступности широкополосных подключений к Интернет спрос на программное обеспечение на физическом носителе резко сократился. Для того, чтобы идти в ногу со временем, компания объединилась с Berkeley Software Design, Inc (BSDI) в 2000 году для того, чтобы сфокусировать свои усилия на проектах, аналогичных FreeBSD и BSD/OS. Это было лишь началом длинной цепочки объединений, делений, покупок и перепродаж, в результате остатки активов компании распределены между большим числом различных владельцев.